# Гарц (крепость)
Гарц — славянская крепость, городище, расположенное к юго-западу от города Гарц, находящееся в Германии, на острове Рюген. Земляной вал имеет овальную форму, около 200 метров в длину и 140 метров в ширину. Существует вход примерно в середине западной стороны. Со стороны озера Гарц (то есть в сторону Позерица) валы ниже, чем на других участках. Крепость возвышается над городом Гарц на 15 метров.